# 張士奇
張士奇（1529年—？），字子傑，直隸真定府冀州棗強縣人，匠籍，明朝政治人物。

## 生平
隆慶元年（1567年）丁卯科順天府鄉試第六十名舉人。隆慶二年（1568年）中式戊辰科會試第二百二十三名，三甲第二百八十一名進士。授中书舍人，六年十月选授四川道试御史，巡视光禄寺，萬曆元年（1573年）七月奉命清理云南、贵州、四川戎伍，五年七月復補湖廣道御史，巡按甘肃。

## 家族
曾祖張鑑，府經歷；祖父張文禎；父張守緒，母屈氏；繼母王氏。永感下。